# Pseudophilautus stellatus
Pseudophilautus stellatus é uma espécie de anfíbio da família Rhacophoridae. Endémica do Sri Lanka, onde era conhecida apenas da localidade-tipo. Em 2004, a IUCN declarou a espécie extinta, já que buscas na região não foram capazes de encontrar um indivíduo vivo. Em 2012, foi anunciada oficialmente a redescoberta do anfíbio no Santuário do Pico Wilderness.

## Nomenclatura e taxonomia
A espécie foi descrita por Edward Frederick Kelaart em 1853 como Polypedates stellata. George Albert Boulenger, em 1882, considerou-a um nomen dubium. Em 2001, a espécie foi restaurada como Philautus stellatus. Em 2009, a espécie foi recombinada para Kirtixalus stellatus e posteriormente no mesmo ano para Pseudophilautus stellatus. Em 2013, um neótipo foi designado, já que o holótipo descrito por Kelaart havia se perdido.

## Distribuição geográfica e habitat
P. stellatus é endêmico do Sri Lanka. Era conhecida apenas da localidade-tipo no atual distrito de Nuwara Eliya, província Central. Em 2009, quando a espécie foi redescoberta, os espécimes foram registrado na região do Santuário do Pico Wilderness no distrito de Ratnapura, província de Sabaragamuwa.

## Conservação
A União Internacional para a Conservação da Natureza e dos Recursos Naturais classificou a espécie como extinta em 2004, com a justificativa de que buscas na região não obtiveram sucesso em encontrar um espécime vivo e por não haver registros de avistamentos da P. stellatus nos últimos 100 anos. Com a redescoberta da espécie, foi recomendado que a mesma seja classificada como "criticamente em perigo", já que é conhecida apenas de uma pequena área e com possível ameaça antropogênica ao habitat, mesmo sendo no interior de um santuário protegido.